# Паркер (Південна Кароліна)
Паркер (англ. Parker) — переписна місцевість (CDP) в США, в окрузі Грінвілл штату Південна Кароліна. Населення — 13 407 осіб (2020).

## Географія
Паркер розташований за координатами 34°51′2″ пн. ш. 82°27′11″ зх. д. / 34.85056° пн. ш. 82.45306° зх. д. (34.850574, -82.453100).  За даними Бюро перепису населення США в 2010 році переписна місцевість мала площу 17,79 км², з яких 17,67 км² — суходіл та 0,12 км² — водойми.

## Демографія
Згідно з переписом 2010 року, у переписній місцевості мешкала 11 431 особа в 4263 домогосподарствах у складі 2804 родин. Густота населення становила 643 особи/км².  Було 4968 помешкань (279/км²).
Расовий склад населення:
| - 62,0 % — білих - 21,7 % — чорних або афроамериканців - 0,5 % — корінних американців - 0,4 % — азіатів - 12,9 % — осіб інших рас |

До двох чи більше рас належало 2,6 %. Частка іспаномовних становила 20,8 % від усіх жителів.
За віковим діапазоном населення розподілялося таким чином: 25,5 % — особи молодші 18 років, 62,3 % — особи у віці 18—64 років, 12,2 % — особи у віці 65 років та старші. Медіана віку мешканця становила 34,0 року. На 100 осіб жіночої статі у переписній місцевості припадало 99,4 чоловіків;  на 100 жінок у віці від 18 років та старших — 96,2 чоловіків також старших 18 років.
Середній дохід на одне домашнє господарство  становив 36 472 долари США (медіана — 28 424), а середній дохід на одну сім'ю — 37 254 долари (медіана — 30 060). Медіана доходів становила 29 593 долари для чоловіків та 28 047 доларів для жінок. За межею бідності перебувало 36,3 % осіб, у тому числі 50,0 % дітей у віці до 18 років та 18,2 % осіб у віці 65 років та старших.
Цивільне працевлаштоване населення становило 4435 осіб. Основні галузі зайнятості: виробництво — 19,5 %, роздрібна торгівля — 15,9 %, освіта, охорона здоров'я та соціальна допомога — 14,5 %, мистецтво, розваги та відпочинок — 13,5 %.